# 보비 위버
로버트 브룩스 "보비" 위버(영어: Robert Brooks "Bobby" Weaver, 1958년 12월 29일~)는 미국의 레슬링 선수이다. 1984년 하계 올림픽에서 자유형 라이트플라이급 부문 금메달을 획득했다.
2008년 미국 레슬링 명예의 전당에 헌액되었다.